# 第57回NHK紅白歌合戰
第57回NHK紅白歌唱大賽（日语：／），于日本当地时间(JST)2006年12月31日19时15分至23时45分在NHK音乐厅举行。
本届的主题是「爱与家族〜超越世代的歌〜」（日语：愛・家族〜世代をこえる歌がある〜）这是NHK举行的第57次红白歌合战。最终以白组拿下第29次优胜收场。本次红白两组共有56组歌手参加。收视率为前半段30.6%（关东）和28.5%（关西），后半段39.8%（关东）和37.6%（关西）。

## 播放頻道
- 日本國內：NHK綜合頻道、NHK衞星第2頻道、NHK數位衞星高清頻道及NHK廣播第1頻率
- 國外地區：NHK World，未有申請NHK World的人也可透過其他頻道收看，如在美國三藩市的KTSF。

## 播放前相關新聞
- 9月20日發表是次主題為「爱与家族〜超越世代的歌〜」

- 11月17日公佈主持人，紅組主持人為連續2年主持的仲間由紀惠，白組是相隔8年第3度主持的SMAP的中居正廣。

- 11月29日公佈出場歌手，其中12組歌手是初次在紅白登場，包括絢香、秋川雅史、菅止戈男、今井美樹、德永英明、GAM、SEAMO；獲邀出席紅白但拒絕出場的歌手包括倉木麻衣、吉田拓郎、井上陽水、Gackt等。
- 12月27日公佈出場次序及表演歌曲。

## 結果
白組最後取得優勝，是9年以來連續2年取得勝利。歷屆對戰成績中，紅組有28次勝利，白組有29次勝利，自1967年以來白組的勝利次數再次超越紅組。
- 紅組：5分－白組：13分
- 中間審查
  - 電視觀眾投票數（1分） 紅組：8,188票－白組：7,430票
  - 手提電話投票數（1分） 紅組：4,446票－白組：6,196票
- 最後審查
  - 現場觀眾投票數（2分） 紅組：1,178票－白組：1,437票
  - 手提電話投票數（2分） 紅組：3,768票－白組：8,528票
  - 電視觀眾投票數（2分） 紅組：23,440票－白組：27,677票
  - 特別審查員投票（10分）　紅組：4分－白組：6分

## 主持人
- 红组：仲间由纪惠 （2006年度NHK大河劇《功名十字路》女主角）
- 白组：中居正广（SMAP）
- 总主持人：三宅民夫（主播、大河劇《功名十字路》旁白）、黒崎惠美（主播）

## 出场歌手及演唱曲目
括号内为歌手的出场次数
| 紅組                | 紅組                        | 紅組                             | 白組   | 白組              | 白組                                 |
| 顺次                | 歌手名                      | 歌曲名                           | 顺次   | 歌手名            | 歌曲名                               |
| 前半段              | 前半段                      | 前半段                           | 前半段 | 前半段            | 前半段                               |
| ------------------- | --------------------------- | -------------------------------- | ------ | ----------------- | ------------------------------------ |
| 1                   | 大和美姬丸（初）            | 心情High翻天                     | 2      | w-inds.（5）      | Boogie Woogie 66                     |
| 3                   | BoA（5）                    | 七色的明日 〜brand new beat〜    | 4      | 岛羽一郎（19）    | 兄弟船                               |
| 5                   | 长山洋子（+影山时则）（13） | 羁绊                             | 6      | SEAMO（初）       | 择日再相逢 红白Mix                   |
| 7                   | 坂本冬美（18）              | 祝福的酒                         | 8      | 北山毅（2）       | 男人之拳                             |
| 9                   | GAM（初）＆早安少女组（9）  | Thanks! 勇敢迈进 2006 野心特别版 | 10     | Aqua Timez（初）  | 决意的早晨                           |
| 11                  | 藤彩子（15）                | 雪深深                           | 12     | 細川贵志（32）    | 浪花曲人生                           |
| 大家的歌45年!嘉年华 |                             |                                  |        |                   |                                      |
| 14                  | 伍代夏子（13）              | 金木犀                           | 13     | 菅止戈男（初）    | Progress                             |
| 16                  | 平原綾香（3）               | 誓约                             | 15     | 堀内孝雄（17）    | 怀念的日子                           |
| 18                  | 大塚愛（3）                 | 恋愛写真                         | 17     | 美川憲一（23）    | 天蝎座的女人2006                     |
| 19                  | 香西薰（14）                | 极北航路                         | 20     | ORANGE RANGE（2） | CHAMPIONE                            |
| 21                  | 夏川里美（5）               | 花〜愿人人心中绽放花朵〜         | 22     | 布施明（22）      | Imagine（约翰·列侬）                 |
| 23                  | 森昌子（15）                | 玫瑰色的未来                     | 24     | 前川清（16）      | 长崎今天又下雨 （Cool Five共同演出） |
| 25                  | BONNIE PINK（初）           | A Perfect Sky                    | 26     | 圣堂教父（6）     | 故乡                                 |
| 27                  | 石川小百合（29）            | 夫妇善哉                         | 28     | 森進一（39）      | 母亲                                 |
| 后半段              |                             |                                  |        |                   |                                      |
| 29                  | 絢香（初）                  | 三日月                           | 30     | WaT（2）          | 5厘米                                |
| 31                  | 滨崎步（8）                 | JEWEL                            | 32     | 无限开关（2）     | 我的声音                             |
| 33                  | 中島美嘉（5）               | 一色                             | 34     | TOKIO（13）       | 太空船                               |
| 2006全能运动歌舞秀  |                             |                                  |        |                   |                                      |
| 35                  | aiko（5）                   | 眼眸                             | 36     | 色情涂鸦（5）     | 悍马骑士                             |
| 37                  | 小林幸子（28）              | 大江户喧嘩花                     | 38     | DJ OZMA（初）     | High翻天♂Every☆Night                 |
| 39                  | Angela Aki（初）            | HOME                             | 40     | 佐田雅志（18）    | 稻草人                               |
| 41                  | 水森香織（4）               | 熊野古道                         | 42     | 冰川清志（7）     | 一劍                                 |
| 43                  | 今井美樹（初）              | PRIDE                            | 44     | 德永英明（初）    | 快要坏掉的Radio                      |
| 45                  | 和田現子（30）              | Mother                           | 46     | 秋川雅史（初）    | 化为千风                             |
| 47                  | 天童芳美（11）              | 有生之年                         | 48     | 可苦可乐（2）     | 風                                   |
| 49                  | 倖田来未（2）               | 悲梦之歌                         | 50     | 五木宏（36）      | 高瀨舟                               |
| 51                  | DREAMS COME TRUE（11）      | 无数次 LOVE LOVE LOVE 2006       | 52     | SMAP（14）        | 谢谢                                 |
| 53                  | 川中美幸（19）              | 鸳鸯酒                           | 54     | 北島三郎（43）    | 節日                                 |

## 嘉賓

### 特别审查员
- 渡边謙（演员）
- 阿木燿子（作词家）
- Lily Franky（插画家）
- 藤山直美（演员）
- 内野圣阳（演员）
- 横峰樱（高尔夫球手）
- 田口壮（棒球运动员）：2006年代表圣路易红雀获得世界大赛冠军
- 吉田都（舞蹈家）
- 镰田实（医生）
- 濑户内寂听（作家、僧侣）

### 特別嘉賓
- 荒川靜香（花樣滑冰運動員）

### 乐器演奏嘉賓
- 上妻宏光（三味线演奏）：为藤彩子伴奏
- 傑克·島袋（尤克里里演奏）：为夏川里美伴奏
- 岛健（钢琴演奏）：为圣堂教父伴奏
- 布袋寅泰（吉他演奏）：为今井美樹伴奏

### 应援嘉賓
- 奥特曼兄弟：为岛羽一郎应援以及摇旗
- 铃木奈穂子：为坂本冬美介绍曲目
- Berryz工房、℃-ute：与早安少女组共同表演
- 冈村隆史：“大家的歌”45周年纪念特别表演
- 可乐饼：为美川宪一介绍曲目
- 真岛茂树：为美川宪一伴舞
- 樱塚Yakkun：为小林幸子介绍曲目
- The Touch：为DJ OZMA介绍曲目

## 相關連結
- NHK紅白歌合戰官方網站 （页面存档备份，存于） （日語）
- 紅白歌合戰出場歌手及歌曲一覽表 （页面存档备份，存于） （日語）
- 紅白歌合戰完全指南 （页面存档备份，存于） （日語）
- 緯來日本台-第57屆紅白歌唱大賽 （页面存档备份，存于） （日語）